# Sutatenza
Sutatenza là một thị xã và đô thị thuộc Boyacá Department, Colombia, thuộc phân vùng Eastern Boyacá. Đô thị này có cự ly 110 km so với Bogota.